# MUJI BGM1980-2000
『MUJI BGM 1980-2000』とは無印良品の店内BGMを収録したオムニバスアルバムで無印が初めてリリースしたCDで、2000年6月23日に発売された。

## 解説
1980年、西友のプライベートブランドとして誕生した無印良品が、20周年目の2000年に今まで無印の店内で掛けられたオリジナルの店内BGMをCD3枚に収録したオムニバスアルバムである。規格番号はM-001〜M-003。制作企画をI&S/BBDO、RASAPOINT、販売元は良品計画で無印良品の店頭でのみ発売。
ジャケットは折りたたみ式で、左を一つ折り、右を二つ折ると無印の考え方やこのCDを制作した理由が書かれている。更に左を折るとジャケットとなる。また、紙ジャケットならぬ段ボールジャケットと無印のCDらしいパッケージになっている。無印のコンセプトにあったリーズナブルな（一般の3枚組CDとは違い、通常のディスク1枚のCDアルバムと変わらない）3000円の価格で販売されていた。
このCD以降、無印良品は定期的に店内BGMをCDとしてシリーズ化され店頭販売及びネット販売している。しかし、このCDだけ店頭販売を終了して入手困難となった。また、再発の要望に対して無印側は「再発の予定はない」と回答している。

## 収録曲

### disc a
| #         | タイトル                    | 作詞      | 作曲      | 備考              | 時間  |
| --------- | --------------------------- | --------- | --------- | ----------------- | ----- |
| 1.        | 「a-1. Original BGM」       |           | 細野晴臣  | [ 注 1 ] [ 注 2 ] | 15:50 |
| 2.        | 「a-2. TALKING -BGM ver.-」 |           | 細野晴臣  | [ 注 3 ]          | 15:19 |
| 3.        | 「a-3. 冬の夜」             |           | 新津章夫  |                   | 5:54  |
| 4.        | 「a-4. 星の子供たち」       |           | 新津章夫  |                   | 2:58  |
| 5.        | 「a-5. 星群の船」           |           | 新津章夫  |                   | 4:21  |
| 6.        | 「a-6. 星のささやき」       |           | 新津章夫  |                   | 5:14  |
| 7.        | 「a-7. 天の川」             |           | 新津章夫  |                   | 3:33  |
| 8.        | 「a-8. 星たちのラグタイム」 |           | 新津章夫  |                   | 2:55  |
| 9.        | 「a-9. 星たちの眠る頃」     |           | 新津章夫  |                   | 3:30  |
| 10.       | 「a-10. 流れ星」            |           | 新津章夫  |                   | 3:03  |
| 合計時間: | 合計時間:                   | 合計時間: | 合計時間: | 62:37             |       |

### disc b
| #         | タイトル                        | 作詞      | 作曲             | 時間 |
| --------- | ------------------------------- | --------- | ---------------- | ---- |
| 1.        | 「b-1. 夏の手掛かり〜小卓の夢」 |           | モダンパストラル | 5:17 |
| 2.        | 「b-2. オリーブの風」           |           | モダンパストラル | 5:00 |
| 3.        | 「b-3. Leona」                  |           | Dr.Kプロジェクト | 4:23 |
| 4.        | 「b-4. To,To,To,Walking」       |           | Dr.Kプロジェクト | 3:34 |
| 5.        | 「b-5. Cape Light」             |           | Dr.Kプロジェクト | 4:56 |
| 6.        | 「b-6. Pelican in the park」    |           | Dr.Kプロジェクト | 3:30 |
| 7.        | 「b-7. bicolore livre」         |           | 蓜島邦明         | 3:37 |
| 8.        | 「b-8. color tote」             |           | 蓜島邦明         | 3:48 |
| 9.        | 「b-9. tiny pet」               |           | 蓜島邦明         | 4:14 |
| 10.       | 「b-10. banal look」            |           | 蓜島邦明         | 3:58 |
| 11.       | 「b-11. mignard,e divan」       |           | 蓜島邦明         | 3:53 |
| 12.       | 「b-12. pavé ring」             |           | 蓜島邦明         | 3:48 |
| 合計時間: | 合計時間:                       | 合計時間: | 49:58            |      |

### disc c
| 全作曲: セラフィム。 |                        |           |                      |        |      |
| #                    | タイトル               | 作詞      | 作曲・編曲           | 備考   | 時間 |
| 1.                   | 「c-1. Akogare」       |           | セラフィム [ 注 8 ]  | 春夏編 | 5:42 |
| 2.                   | 「c-2. Samba」         |           | セラフィム [ 注 9 ]  | 春夏編 | 4:36 |
| 3.                   | 「c-3. 鏡の上の波」    |           | セラフィム [ 注 10 ] | 春夏編 | 5:26 |
| 4.                   | 「c-4. Déjà-vu」       |           | セラフィム [ 注 11 ] | 春夏編 | 5:01 |
| 5.                   | 「c-5. In the Forest」 |           | セラフィム [ 注 12 ] | 春夏編 | 5:33 |
| 6.                   | 「c-6. Bug's Dance」   |           | セラフィム [ 注 13 ] | 秋冬編 | 4:43 |
| 7.                   | 「c-7. Funny Strut」   |           | セラフィム [ 注 14 ] | 秋冬編 | 4:21 |
| 8.                   | 「c-8. Julian」        |           | セラフィム [ 注 15 ] | 秋冬編 | 5:53 |
| 9.                   | 「c-9. Rio」           |           | セラフィム [ 注 16 ] | 秋冬編 | 5:08 |
| 10.                  | 「c-10. Crow's Eye」   |           | セラフィム [ 注 17 ] | 秋冬編 | 3:51 |
| 合計時間:            | 合計時間:              | 合計時間: | 50:14                |        |      |